# シーズンリッチ
シーズンリッチ（欧字名:Season Rich、2020年2月23日 - ）は、日本の競走馬。2023年の毎日杯の勝ち馬である。
馬名の意味は、旬が豊富。

## 戦績

### 2歳（2022年）
2022年7月31日、新潟競馬場で行われた2歳新馬（芝1800m）、鞍上戸崎圭太にてデビュー。4番人気に支持され、後方から上がり1位の脚で追い上げるも4着。続いて10月10日、東京競馬場の芝1800mに出走。2・3番手でレースを進め、直線では外から猛追するロゼルをアタマ差しのぎ、初勝利を挙げる。中3週を空け、クリスチャン・デムーロに乗り替わった百日草特別（1勝クラス）では、1番人気に支持されるも直線伸びきれず4着に敗れる。

### 3歳（2023年）
3歳初戦として出走した共同通信杯では先行し、11番人気ながら6着に入る。
3月25日に阪神競馬場で行われた毎日杯では、中団を追走し直線を向くと3頭の争いの中から抜け出して、ゴール前で追い込んだノッキングポイントに対してたたき合いを制し1/2馬身差をつけて重賞初制覇を飾った。また、鞍上の角田大河にとっても重賞初制覇となった（生涯最初で最後の重賞制覇）。

### 5歳（2025年）
4月19日に右橈側手根骨々折を発症したことが分かり、3か月以上の休養を余儀なくされる。

## 競走成績
以下の内容は、netkeiba.comの情報に基づく。
| 競走日     | 競馬場 | 競走名           | 格   | 距離（馬場）  | 頭 数 | 枠 番 | 馬 番 | オッズ （人気） | 着順 | タイム （上り3F） | 着差 | 騎手        | 斤量 [kg] | 1着馬（2着馬）         | 馬体重 [kg] |
| ---------- | ------ | ---------------- | ---- | ------------- | ----- | ----- | ----- | --------------- | ---- | ----------------- | ---- | ----------- | --------- | ---------------------- | ----------- |
| 2022.07.31 | 新潟   | 2歳新馬          |      | 芝1800m（良） | 10    | 7     | 7     | 007.50（4人）   | 04着 | R1:50.9（32.4）   | -0.3 | 0戸崎圭太   | 54        | ダノントルネード       | 502         |
| 0000.10.10 | 東京   | 2歳未勝利        |      | 芝1800m（稍） | 8     | 7     | 7     | 002.20（1人）   | 01着 | R1:47.8（34.4）   | -0.0 | 0戸崎圭太   | 55        | （ロゼル）             | 490         |
| 0000.11.06 | 東京   | 百日草特別       | 1勝  | 芝2000m（良） | 9     | 3     | 3     | 002.80（1人）   | 04着 | R2:00.5（34.3）   | -0.8 | 0C.デムーロ | 55        | キングズレイン         | 494         |
| 2023.02.12 | 東京   | 共同通信杯       | GIII | 芝1800m（良） | 12    | 4     | 4     | 101.5（11人）   | 06着 | R1:47.5（34.2）   | -0.5 | 0吉田隼人   | 56        | ファントムシーフ       | 500         |
| 0000.03.25 | 阪神   | 毎日杯           | GIII | 芝1800m（良） | 13    | 3     | 3     | 011.60（5人）   | 01着 | R1:46.6（35.1）   | -0.1 | 0角田大河   | 56        | （ノッキングポイント） | 492         |
| 0000.05.28 | 東京   | 東京優駿         | GI   | 芝2400m（良） | 18    | 7     | 13    | 143.8（14人）   | 07着 | R2:25.6（34.1）   | -0.4 | 0戸崎圭太   | 57        | タスティエーラ         | 490         |
| 0000.09.24 | 阪神   | 神戸新聞杯       | GII  | 芝2400m（良） | 13    | 7     | 11    | 017.80（7人）   | 10着 | R2:24.5（34.6）   | -1.0 | 0角田大河   | 56        | サトノグランツ         | 498         |
| 0000.10.22 | 京都   | 菊花賞           | GI   | 芝3000m（良） | 17    | 2     | 3     | 277.7（16人）   | 12着 | R3:04.7（35.5）   | -1.6 | 0角田大河   | 57        | ドゥレッツァ           | 492         |
| 2024.03.10 | 中京   | 金鯱賞           | GII  | 芝2000m（良） | 13    | 1     | 1     | 031.60（7人）   | 13着 | R2:01.3（38.2）   | -3.7 | 0吉田隼人   | 57        | プログノーシス         | 518         |
| 0000.05.05 | 新潟   | 新潟大賞典       | GIII | 芝2000m（良） | 16    | 6     | 12    | 056.1（13人）   | 13着 | R2:01.6（35.2）   | -1.5 | 0大野拓弥   | 57        | ヤマニンサルバム       | 514         |
| 0000.05.18 | 東京   | メイS            | OP   | 芝1800m（良） | 16    | 7     | 14    | 093.1（13人）   | 11着 | R1:46.3（33.8）   | -1.2 | 0北村宏司   | 57        | プレサージュリフト     | 508         |
| 0000.10.13 | 東京   | オクトーバーS    | L    | 芝2000m（良） | 16    | 6     | 12    | 049.1（12人）   | 10着 | R1:58.1（34.0）   | -0.7 | 0菅原明良   | 57        | ボーンディスウェイ     | 506         |
| 0000.11.10 | 福島   | 福島記念         | GIII | 芝2000m（良） | 16    | 8     | 15    | 092.6（15人）   | 11着 | R2:02.2（38.2）   | -1.5 | 0亀田温心   | 56        | アラタ                 | 506         |
| 0000.12.07 | 京都   | リゲルS          | L    | 芝1600m（良） | 12    | 7     | 10    | 065.60（8人）   | 09着 | R1:33.9（34.2）   | -1.0 | 0菱田裕二   | 57        | シャドウフューリー     | 498         |
| 2025.01.13 | 中山   | ニューイヤーS    | L    | 芝1600m（良） | 16    | 2     | 4     | 228.4（15人）   | 10着 | R1:33.1（34.5）   | -0.8 | 0大野拓弥   | 57        | トロヴァトーレ         | 504         |
| 0000.03.09 | 阪神   | 大阪城S          | L    | 芝1800m（良） | 14    | 5     | 8     | 087.3（13人）   | 09着 | R1:45.5（34.0）   | -0.9 | 0吉田隼人   | 57        | デビットバローズ       | 502         |
| 0000.04.13 | 阪神   | 大阪-ハンブルクC | OP   | 芝2600m（稍） | 11    | 6     | 6     | 064.9（10人）   | 05着 | R2:40.4（35.8）   | -0.6 | 0北村友一   | 55        | アドマイヤテラ         | 492         |

- 競走成績は2025年4月13日現在

## 血統表
| シーズンリッチの血統                         | シーズンリッチの血統                                                         | シーズンリッチの血統                                                         | （血統表の出典）                                                             | （血統表の出典）  |
| 父系                                         | キングマンボ系（ミスタープロスペクター系）                                   | キングマンボ系（ミスタープロスペクター系）                                   | キングマンボ系（ミスタープロスペクター系）                                   |                   |
| 父 ドゥラメンテ 2012 鹿毛 北海道安平町       | 父の父キングカメハメハ 2001 鹿毛 北海道早来町                                | Kingmambo                                                                    | Mr. Prospector                                                               | Mr. Prospector    |
| 父 ドゥラメンテ 2012 鹿毛 北海道安平町       | 父の父キングカメハメハ 2001 鹿毛 北海道早来町                                | Kingmambo                                                                    | Miesque                                                                      |                   |
| 父 ドゥラメンテ 2012 鹿毛 北海道安平町       | 父の父キングカメハメハ 2001 鹿毛 北海道早来町                                | *マンファス                                                                  | *ラストタイクーン                                                            | *ラストタイクーン |
| 父 ドゥラメンテ 2012 鹿毛 北海道安平町       | 父の父キングカメハメハ 2001 鹿毛 北海道早来町                                | *マンファス                                                                  | Pilot Bird                                                                   |                   |
| 父 ドゥラメンテ 2012 鹿毛 北海道安平町       | 父の母アドマイヤグルーヴ 2000 鹿毛 北海道早来町                              | *サンデーサイレンス                                                          | Halo                                                                         | Halo              |
| 父 ドゥラメンテ 2012 鹿毛 北海道安平町       | 父の母アドマイヤグルーヴ 2000 鹿毛 北海道早来町                              | *サンデーサイレンス                                                          | Wishing Well                                                                 |                   |
| 父 ドゥラメンテ 2012 鹿毛 北海道安平町       | 父の母アドマイヤグルーヴ 2000 鹿毛 北海道早来町                              | エアグルーヴ                                                                 | *トニービン                                                                  | *トニービン       |
| 父 ドゥラメンテ 2012 鹿毛 北海道安平町       | 父の母アドマイヤグルーヴ 2000 鹿毛 北海道早来町                              | エアグルーヴ                                                                 | ダイナカール                                                                 |                   |
| 母 エバーシャルマン 2012 黒鹿毛 北海道安平町 | 母の父ハーツクライ 2001 鹿毛 北海道千歳市                                    | *サンデーサイレンス                                                          | Halo                                                                         | Halo              |
| 母 エバーシャルマン 2012 黒鹿毛 北海道安平町 | 母の父ハーツクライ 2001 鹿毛 北海道千歳市                                    | *サンデーサイレンス                                                          | Wishing Well                                                                 |                   |
| 母 エバーシャルマン 2012 黒鹿毛 北海道安平町 | 母の父ハーツクライ 2001 鹿毛 北海道千歳市                                    | アイリッシュダンス                                                           | *トニービン                                                                  | *トニービン       |
| 母 エバーシャルマン 2012 黒鹿毛 北海道安平町 | 母の父ハーツクライ 2001 鹿毛 北海道千歳市                                    | アイリッシュダンス                                                           | *ビューパーダンス                                                            |                   |
| 母 エバーシャルマン 2012 黒鹿毛 北海道安平町 | 母の母*ラシャルマンテ La Charmante 2006 栗毛 アルゼンチン                    | Indygo Shiner                                                                | A.P. Indy                                                                    | A.P. Indy         |
| 母 エバーシャルマン 2012 黒鹿毛 北海道安平町 | 母の母*ラシャルマンテ La Charmante 2006 栗毛 アルゼンチン                    | Indygo Shiner                                                                | Navarra                                                                      |                   |
| 母 エバーシャルマン 2012 黒鹿毛 北海道安平町 | 母の母*ラシャルマンテ La Charmante 2006 栗毛 アルゼンチン                    | La Magie                                                                     | Luhuk                                                                        | Luhuk             |
| 母 エバーシャルマン 2012 黒鹿毛 北海道安平町 | 母の母*ラシャルマンテ La Charmante 2006 栗毛 アルゼンチン                    | La Magie                                                                     | La Endemoniada                                                               |                   |
| 母系(F-No.)                                  | (FN:3-h)                                                                     | (FN:3-h)                                                                     | (FN:3-h)                                                                     |                   |
| 5代内の近親交配                              | サンデーサイレンス：3×3 トニービン：4×4 トライマイベスト、El Gran Senor：5×5 | サンデーサイレンス：3×3 トニービン：4×4 トライマイベスト、El Gran Senor：5×5 | サンデーサイレンス：3×3 トニービン：4×4 トライマイベスト、El Gran Senor：5×5 |                   |
| 出典                                         | 1.                                                                           | 1.                                                                           | 1.                                                                           | 1.                |

- 祖母ラシャルマンテは、亜G2ラプラタ1000ギニー、ラウルアリステギ賞など重賞5勝している。